# MV Rachel Corrie

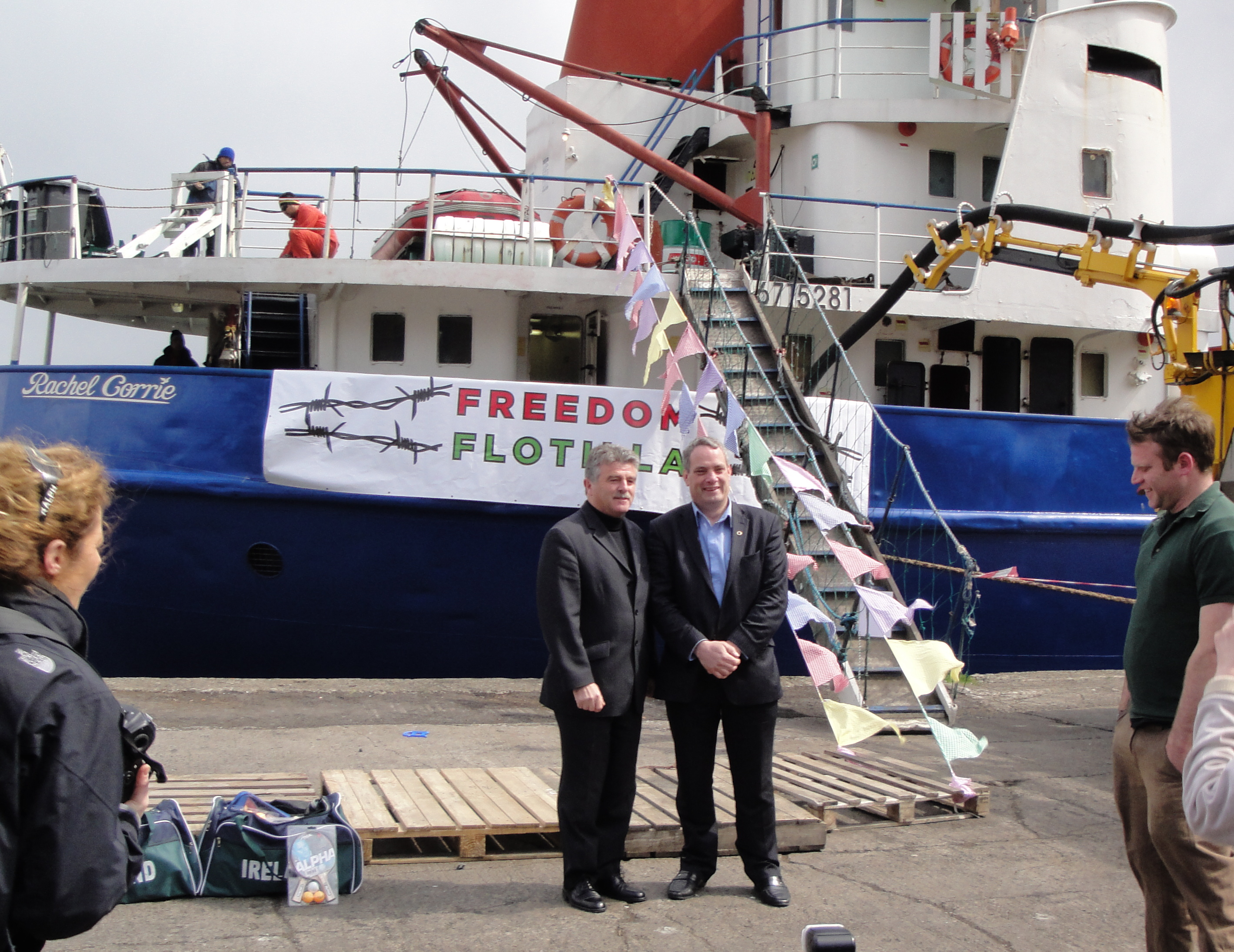
MV Rachel Corrie

MV Rachel Corrie är ett motorfartyg (coaster) som drivs av Free Gaza Movement och används till humanitära uppdrag. Fartyget är uppkallat efter Rachel Corrie, som dödades av en israelisk bepansrad schaktmaskin 2003 när hon försökte att skydda ett palestinskt hem från rivning. Fartyget byggdes av J.J. Sietas i Hamburg 1967, och har tidigare haft namnen Carsten, Norasia Attika, Mania och Linda. Fartyget har registrerats i Phnom Penh i Kambodja sedan 2005 och köptes på auktion av Free Gaza Movement 2010.
31 maj 2010 seglade Rachel Corrie med riktning den belägrade Gazaremsan för att leverera bistånd. Trots uppmaningar från irländska regeringen och andra om att fartyget måste komma fram, bordades fartyget på internationellt vatten av Israel.